# Deltatherium
Il deltaterio (gen. Deltatherium) è un mammifero vissuto nel Paleocene medio (circa 60 milioni di anni fa) in Nuovo Messico.

## Un primitivo carnivoro enigmatico
Questo enigmatico mammifero, della taglia di un grosso gatto, è stato descritto da Cope nel 1881. L'aspetto del deltaterio potrebbe ricordare vagamente quello di un cane, basso sulle zampe e dotato di un corpo allungato. Il cranio era dotato di lunghi canini simili a quelli delle tigri dai denti a sciabola. Gli incisivi erano piccoli, mentre i molari e i premolari assomigliano sorprendentemente a quelli di alcuni animali del Paleocene e dell'Eocene noti come tillodonti, che si nutrivano di tuberi e si estinsero senza lasciare discendenti. Se effettivamente imparentato con questi animali, il deltaterio deve rappresentare un ramo evolutivo separatosi prestissimo e proseguito verso una nicchia ecologica da vero e proprio carnivoro. In effetti, fin dall'anno della sua descrizione molti paleontologi hanno classificato il deltaterio nell'ambito dei creodonti, mammiferi primitivi a volte ritenuti essere gli antenati dei veri Carnivori. In conclusione, il deltaterio è un vero e proprio enigma: sicuramente rappresenta uno dei primi tentativi di specializzazione verso la predazione nell'era dei mammiferi, ma le sue parentele sono tutt'altro che chiare. Oltre alla specie tipo, in anni recenti è stata riconosciuta un'altra specie, D. dandreai, più grossa e con caratteristiche diverse nella dentatura.